# Melanaspis santensis
Melanaspis santensis är en insektsart som beskrevs av Ernest Lepage 1942. Melanaspis santensis ingår i släktet Melanaspis och familjen pansarsköldlöss. Inga underarter finns listade i Catalogue of Life.